# František Plesnivý
František Plesnivý (4. dubna 1845 Unhošť – 9. srpna 1918 Hradec Králové) byl český architekt.

## Činnost
František Plesnivý tvořil zejména v secesním stylu a později využíval ve své tvorbě užitné vzory. Mj. v roce 1903 upravil vilu Ettrich v Jaroměři z konce 19. století, kterou navštěvovali obdivovatelé, mezi něž patřil dokonce císař František Josef I. Vila se rovněž objevila v celovečerním filmu Jana Hřebejka Musíme si pomáhat z roku 2000.
V roce 1897 navrhl a postavil František Plesnivý dům pro svou rodinu v Novém Hradci Králové, pojmenovanou po své ženě – Vila Gabriela. Na počátku 20. století Plesnivý také navrhoval a prováděl chrámové architektonistické projekty, továrny a veřejné a funkční budovy, jako jsou vodárenské věže.

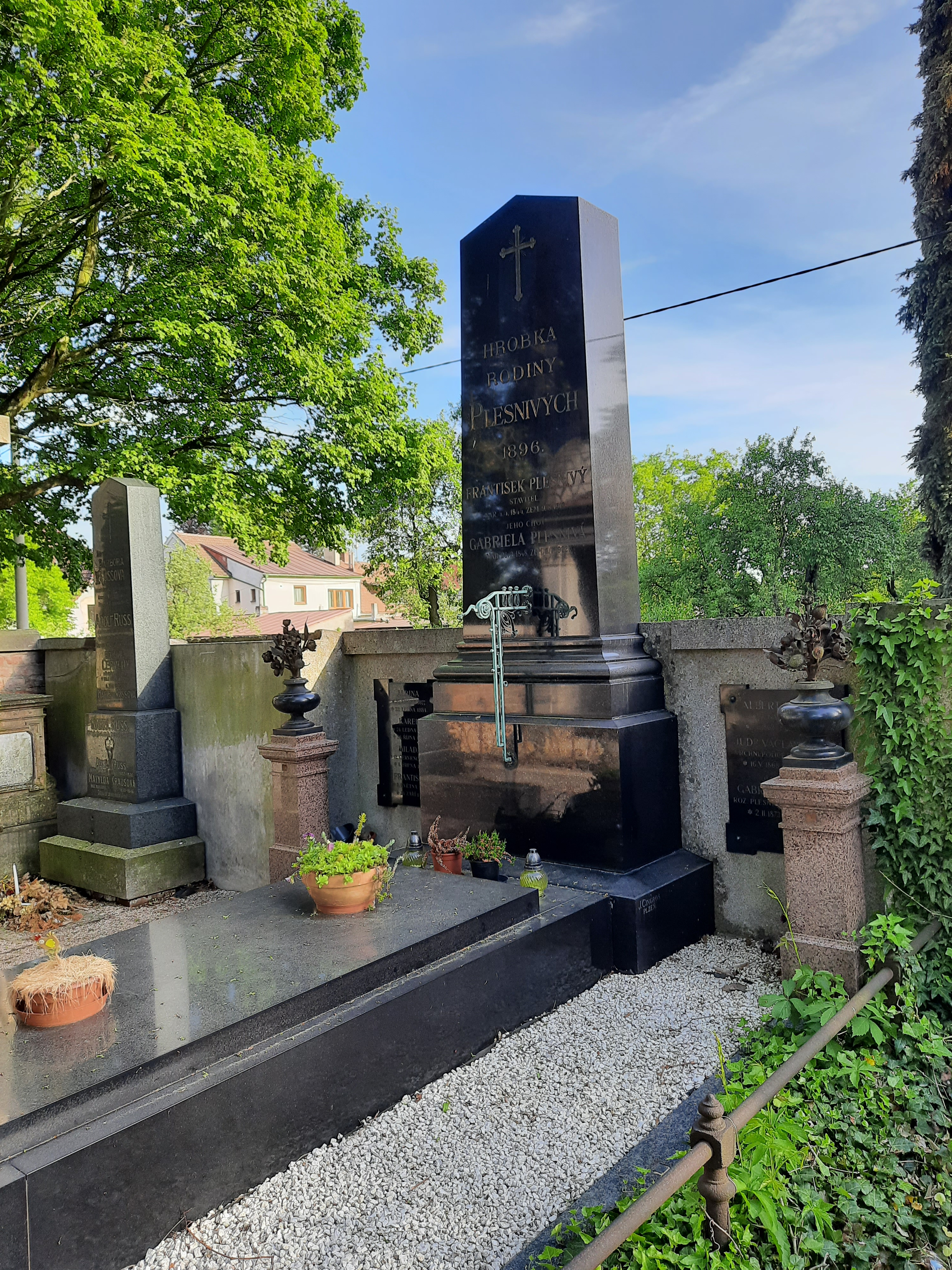
Hrobka rodiny Františka Plesnivého na hřbitově v Pouchově

Architekt František Plesnivý zemřel 9. srpna 1918 ve Vile Gabriele v Hradci Králové. Pohřben byl do rodinné hrobky na hřbitově v Pouchově.

## Vyznamenání
V roce 1898 získal Plesnivý na Výstavě architektury a strojírenství Stříbrnou medaili města Prahy.